# السفارة السعودية في العراق
سفارة المملكة العربية السعودية في العراق، هي بعثة دبلوماسية سعودية تقع في العاصمة بغداد، ويترأس البعثة سفير خادم الحرمين الشريفين عبد العزيز خالد الشمري.

## وصلات خارجية
- موقع سفارة المملكة العربية السعودية في العراق
- وزارة الخارجية السعودية (بالعربية)
- Ministry of Foreign Affairs of Kingdom of Saudi Arabia (بالإنجليزية)